# Giuliana
Giuliana (sicilià Giuliana) és un municipi italià, dins de la ciutat metropolitana de Palerm. L'any 2007 tenia 2.303 habitants. Limita amb els municipis de Bisacquino, Caltabellotta (AG), Chiusa Sclafani, Contessa Entellina i Sambuca di Sicilia (AG).

## Administració
| Període | Identitat        | Partit        |
| ------- | ---------------- | ------------- |
| 2006-   | Giuseppe Campisi | Llista cívica |